# Visão Celeste Esporte Clube
O Visão Celeste Esporte Clube é um clube brasileiro de futebol Profissional da cidade de Parnamirim, localizada na região metropolitana de Natal, capital do Estado do Rio Grande do Norte. 
As cores do clube são azul-celeste e amarelo. Manda suas partidas no Estádio José Nazareno do Nascimento, em Goianinha, com capacidade para 7 mil torcedores.

## Copa São Paulo de Futebol Júnior de 2019
O time de juniores conseguiu um grande feito ao chegar nas oitavas de final da Copa São Paulo de Futebol Júnior de 2019 ao passar da primeira fase em primeiro lugar e eliminar Fortaleza e Primavera nas fases seguintes, fato que levou a melhor campanha de um time potiguar na história da Copa São Paulo de Futebol Júnior. A equipe enfrentou o Corinthians no dia 16/01/19 e, após levar uma expressiva goleada de 8 a 0, foi eliminado da Copinha de 2019 nas oitavas de final. Apesar da goleada, o Timão demonstrou um grande ato de solidariedade levando o elenco do Visão para um tour pela Arena Corinthians, além de custear as passagens de volta para Parnamirim. Seu principal atacante Zé Eduardo marcou 7 dos 8 gols do time na competição e foi um dos artilheiros da competição, o que fez vários clubes demonstrarem interesse no jogador.

## Participações
| Competição | Temporadas | Melhor campanha         | Estreia | Última | P | R |
| 2ª Divisão | 7          | 3º Lugar ( 2020 e 2021) | 2012    | 2021   | - |   |